# 俞冠潮
俞冠潮（1931年—），原名俞观潮，笔名冠潮，男，浙江新昌县人，中国剧作家，曾任中国戏剧家协会理事。